# María Elena Swett

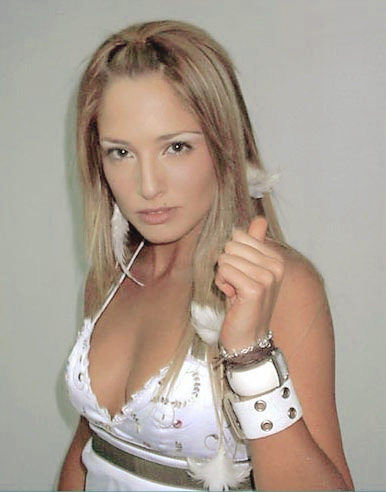
María Elena Swett

María Elena Swett (Santiago, 11 april 1979) is een Chileens actrice. Ze speelde in een aantal televisieseries en soaps op de Chileense televisiezender Canal 13. Haar bekendste rol is die van Fernanda in de telenovela Machos. Daarnaast speelde ze ook in vier bioscoopfilms.
- Bibliothèque nationale de France: cb16219414h (data)
- International Standard Name Identifier: 0000 0003 7410 4948
- Library of Congress Control Number: no2007053257
- Virtual International Authority File: 21919216
- WorldCat: E39PBJhCKw4PH69RcPdwcPMXVC